# (196926) 2003 UG5
(196926) 2003 UG5 — астероїд головного поясу, відкритий 18 жовтня 2003 року.
Тіссеранів параметр щодо Юпітера — 3,083.